# Fisarmonica diatonica
L'organetto, detto anche fisarmonica diatonica, è uno strumento aerofono meccanico a mantice, bisonoro, risalente alla prima metà del XIX secolo. Il primo prototipo di tale strumento è l'accordion, la cui invenzione depositata a Vienna nel 1829, è per convenzione attribuita a Cyrill Demian e ai suoi due figli, Carl e Guido. 
L'organetto può essere considerato pertanto l'antenato di tutti gli aerofoni meccanici a mantice, compresa la fisarmonica, i cui primi prototipi compaiono negli anni Novanta del XIX secolo. È di due tastiere a bottoni, di cui una, la destra, consacrata all'esecuzione della melodia e l'altra, la sinistra, l'accompagnamento.
È diffuso in tutto il mondo, in particolar modo nelle tradizioni popolari.

## Caratteristiche
L'organetto è uno strumento musicale appartenente alla famiglia degli aerofoni (strumenti il cui suono è generato da un flusso d'aria) di tipo meccanico (l'aria è prodotta da un mantice) a mantice, provvisto di ance libere, bisonoro (attraverso l'uso dello stesso bottone si ottengono due suoni distinti, uno in apertura e uno in chiusura di mantice). L'ancia libera è una sottile linguetta di acciaio, fissata a un'estremità su una piastrina di ottone o alluminio forata in modo tale da consentire all'ancia di vibrare liberamente sotto il soffio dell'aria, producendo così il suono.
Ogni ancia è intonata su una nota musicale. La lunghezza e la larghezza della linguetta sono proporzionate all'altezza della nota: più acuta è la nota, più piccola è l'ancia e viceversa. Le ance sono montate su intelaiature di legno (somiere) fissate all'interno di due cassettine, anch'esse di legno, dotate entrambe di tastiera.
L'organetto è caratterizzato da una tastiera a bottoni, generalmente suonata dalla mano destra del suonatore, articolata secondo scale diatoniche o cromatiche. I bottoni sono ordinati in file parallele variabili (da una sino a cinque).
Tra i modelli più diffusi in Italia, viè quello a due file e otto bassi, nelle tonalità di SOL e DO.

## Storia
La fisarmonica diatonica nasce a Vienna e si diffonde nell'Impero austriaco e in Francia dopo il 1830. Verso la metà dell'Ottocento la cittadina di Castelfidardo, nelle Marche, diventa il centro propulsivo e produttivo italiano, fino a quando nel '900 occuperà un ruolo di assoluto rilievo internazionale. Presente inizialmente in ambiente colto, la fisarmonica si diffonde grazie alla praticità, al suono melodioso e alla possibilità di essere uno strumento completo dal punto di vista musicale, permettendo di suonare senza la presenza di altri strumenti.
In Italia è diffuso soprattutto nel centro-sud, ad esempio nei paesi dell'Appennino tra Lazio e Abruzzo, nella cultura popolare agro-pastorale, ancora oggi accompagna i cantori a braccio di Amatrice, o il saltarello, l'organetto è lo strumento protagonista nelle numerose rassegne dove i musicisti di ogni età si esibiscono e si sfidano in piazza con brani virtuosi e melodici di musica moderna o popolare, riscuotendo sempre approvazione da parte di un pubblico differenziato. 
È molto diffuso anche in Abruzzo (dove la versione con soli due bassi è chiamata ddù botte), in Molise (per l'esecuzione di quasi tutte le musiche tradizionali), in Lucania e in Calabria (dove è utilizzata per le tarantelle). È poco usato in Puglia (dove questa fisarmonica viene usata per l'esecuzione di pizziche). È utilizzata anche in Sardegna dagli anni '20 per accompagnare i balli Sardi e, al nord-ovest, nelle vallate alpine occitane. In Friuli sono diffusi gli organetti bitonici a tre o più file (che, come detto precedentemente, assumono il nome di fisarmonica diatonica), presenti anche nelle vicine Slovenia e Austria ed in particolare derivati dalla tradizione austriaca.
Anche in Sardegna questo strumento ha avuto una notevole diffusione, soprattutto nelle zone dell'interno. A partire dalla fine dell'Ottocento, periodo in cui si può datare l'arrivo dei primi esemplari nell'isola, ha infatti affiancato e in molti casi sostituito lo strumento fino ad allora più diffuso, le launeddas, forse a causa della sua maggiore versatilità, robustezza e semplicità d'uso.
La fisarmonica diatonica è molto utilizzata anche in Francia, in Svezia e in Germania. Gran parte di queste fisarmoniche vendute nel mondo sono prodotte in Italia; alcune fabbriche sono la Castagnari, la Paolo Soprani e la Giustozzi nelle Marche, la Verde in Piemonte. Anche in Spagna e soprattutto nei Paesi Baschi, è utilizzata un particolare tipo di fisarmonica diatonica (la trikitixa) che viene spesso prodotto in Italia appositamente per quelle regioni. In Louisiana (USA) viene utilizzata per suonare la musica cajun di origine francese.
È parte integrante e fondamentale della tradizione musicale in Irlanda. Anche se la fisarmonica diatonica tradizionale irlandese è organizzata su scale diatoniche, può suonare l'intero spettro cromatico, perché basata su due scale diatoniche (due file di tasti) poste a distanza di un semitono (e. SI/DO). Questa accordatura permette di avere tutte le note di una scala cromatica, ma in compenso richiede un cambio molto più frequente e improvviso della direzione del mantice. Le intonazioni più frequenti delle fisarmoniche diatoniche tradizionali irlandesi sono in Si/Do e in Do#/Re; raramente viene usata l'intonazione tradizionale inglese, non cromatica, in Re/Sol.
In Brasile, con una popolazione di più di 200 milioni di abitanti, l'organetto diatonico e la fisarmonica cromatica sono diffusissimi, soprattutto nella "Música Popular Brasileira". L'organetto diatonico brasiliano è praticamente identico a quello italiano. Si chiama "Gaita de botão" (bottone) oppure "Gaita-ponto". Tipica è quella "de oito baixos" (otto bassi).
Un discendente nobile della fisarmonica diatonica è il bandoneón, inventato dal musicista tedesco Heinrich Band e portato alla ribalta mondiale nel XX secolo dal compositore ed esecutore argentino Astor Piazzolla.